# Кампо Сант'Анђело (Изернија)
Кампо Сант'Анђело је насеље у Италији у округу Изернија, региону Молизе.
Према процени из 2011. у насељу је живело 15 становника. Насеље се налази на надморској висини од 307 м.